# Arhitektura u 1929.
◄◄ | ◄ | 1926. | 1927. | 1928. | 1929.  | 1930. | 1931. | 1932. | ► | ►►
Arhitektura • Astronomija • Biologija • Film • Fotografija • Glazba • Kazalište • Kemija • Kiparstvo • Knjige • Književnost • Kršćanstvo • Meteorologija • Medicina • Planinarstvo • Politika • Pravo • Promet • Slikarstvo • Strip • Šport • Televizija • Znanost • Zrakoplovstvo • Željeznički promet
Arhitektura u 1929.

## Hrvatska i u Hrvata

### Zgrade i druge građevine
- Đački dom u Osijeku, arhitekt Viktor Axmann,[1] završetak gradnje

## Vanjske poveznice
|  | Zajednički poslužitelj ima još gradiva o temi Arhitektura u 1920-im |